# Kick-Ass: The Game
Kick-Ass: The Game — компьютерная игра в жанре Beat 'em up, разработанная Frozen Codebase и изданная WHA Entertainment в 2010 году, для iPhone и PlayStation 3, через App Store и PlayStation Network соответственно. Игра основана на комиксе «Мордобой» и фильме «Пипец».

## Игровой процесс
Геймплей Kick-Ass: The Game является beat 'em up на одной арене. Игроки могут выбрать одного из трёх персонажей (Пипец, Убивашка или Большой Папочка) в режиме одного игрока или в кооперативном режиме. В игре также можно усовершенствовать оружие. Игра использует геймпад PlayStation 3 и является «Палковым шутером» (игрок управляет палками Пипца, от первого лица) для iPhone.

## Сюжет
В отличие от комиксов и фильмов, история видеоигры вводит всех трёх персонажей с самого начала. Когда Пипец пытается быть супергероем, бандиты избили его. Убивашка и Большой Папочка появляются и нападают на головорезов. Игра начинается после того, как Пипец освобождается от головорезов. Обстоятельства сюжетной линии различаются в зависимости от персонажа, которого игрок выбирает. Например, в фильме Фрэнк Д’Амико похитил Пипца и Большого Папочку. В сюжете игры, это не было бы возможным, если игрок выбирал бы Большого Папочку в качестве своего персонажа, так что в этом случае похитят Убивашку вместо Большого Папочки.

## Разработка и выход
Бен Гейслер, исполнительный продюсер Frozen Codebase, сказал в интервью GameSpot, что они решили создать вымышленный сайт социальной сети под названием «Facespace», вместо использования реального Myspace, которая используется в фильме Пипец из-за «вопросов о лицензировании».
iOS-версия игры была выпущена 17 апреля 2010 года и доступна для загрузки в App Store. Kick-Ass: The Game была издана через две недели для PlayStation 3 в сервисе PlayStation Network.

## Восприятие
| Сводный рейтинг      | Сводный рейтинг | Сводный рейтинг |
| Издание              | Оценка          | Оценка          |
| Издание              | iOS             | PS3             |
| -------------------- | --------------- | --------------- |
| Metacritic           | 24/100          | 33/100          |
| Иноязычные издания   |                 |                 |
| Издание              | Оценка          | Оценка          |
| Издание              | iOS             | PS3             |
| Destructoid          | N/A             | 3/10            |
| GameSpot             | N/A             | 4/10            |
| GameZone             | N/A             | 3,5/10          |
| IGN                  | 2/10            | 4/10            |
| Play (UK)            | N/A             | 60 %            |
| Teletext GameCentral | N/A             | 2/10            |

Игра получила отрицательные отзывы среди игрового сообщества. Оценка от Metacritic составила 33 балла, а пользовательский рейтинг — 2,7 балла из 10.